# Extractor

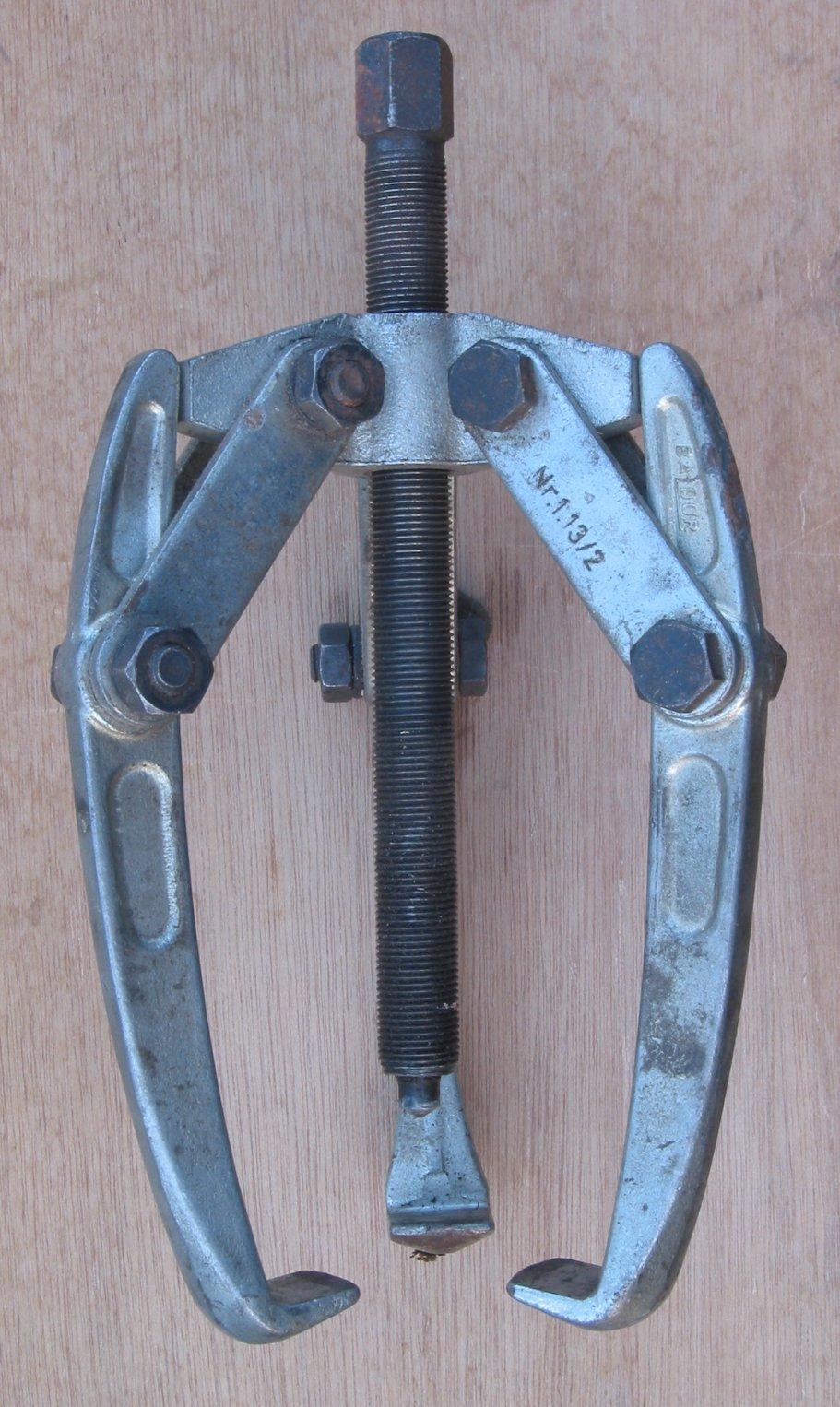
Extractor mecánico

El extractor mecánico es una herramienta manual que se utiliza básicamente para extraer las poleas, engranajes o cojinetes de los ejes, cuando están muy apretados y no salen con la fuerza de las manos.
- Se puede romper la polea al trabajar con un extractor si este está mal ajustado.
- Los extractores están compuestos por unas patillas que son las que enganchan con la pieza que se quiera extraer, y que actúa cuando se hace girar el tornillo central que actúa sobre el eje de fijación.
- Hay extractores de forma y tamaño muy variada, así como extractores que actúan por el interior de la pieza que se quiera extraer.

- Datos: Q336663
- Multimedia: Extractors (tools) / Q336663